# Raionul Olevsk, Jîtomîr
Olevsk (în ucraineană Олевський район, transliterat: Olevskîi raion) este un raion în regiunea Jîtomîr, Ucraina. Reședința sa este așezarea de tip urban Olevsk.

## Demografie
Componența lingvistică a raionului Olevsk
     Ucraineană (98,23%)
     Rusă (1,32%)
     Alte limbi (0,34%)
Conform recensământului din 2001, majoritatea populației raionului Olevsk era vorbitoare de ucraineană (98,23%), existând în minoritate și vorbitori de rusă (1,32%).